# Supercopa Francesa de Voleibol Masculino de 2016
A Supercopa Francesa de Voleibol Masculino de 2016 foi a 8ª edição deste torneio organizado pela Federação Francesa de Voleibol. Ocorreu na cidade de Ajaccio e participaram do torneio a equipe campeã do Campeonato Francês de 2015-16 e da Copa da França de 2015-16. O GFCO Ajaccio conquistou seu primeiro título do campeonato.

## Regulamento
O torneio foi disputado em partida única.

## Equipes participantes
| Equipe       | Cidade  | Qualificação                             | Última participação |
| ------------ | ------- | ---------------------------------------- | ------------------- |
| Paris Volley | Paris   | Campeão do Campeonato Francês de 2015-16 | 2015                |
| GFCO Ajaccio | Ajaccio | Campeão da Copa da França de 2015-16     | Estreante           |

## Resultado
| Data   | Hora |              | Placar |              | Set 1 | Set 2 | Set 3 | Set 4 | Set 5 | Total   | Relatório |
| ------ | ---- | ------------ | ------ | ------------ | ----- | ----- | ----- | ----- | ----- | ------- | --------- |
| 15 out | -    | Paris Volley | 2–3    | GFCO Ajaccio | 25–23 | 25–27 | 25–21 | 20–25 | 16–18 | 111–114 | Relatório |

## Premiação
| Supercopa da França de 2016      |
| -------------------------------- |
| GFCO Ajaccio Campeão (1° título) |